# De Middelsékrite
De Middelsékrite was een groot fusiewaterschap in de Nederlandse provincie Friesland. Het heeft bestaan van 1979 tot 1997, waarna het is opgegaan in het waterschap Marne-Middelsee. Het gebied van het voormalige waterschap maakt sinds 2004 deel uit van het Wetterskip Fryslân.
Het waterschap is ontstaan na de eerste grote serie hervormingen van waterschappen in Friesland. De volgende waterschappen werden samengevoegd tot De Middelsékrite :
1979 :
1. De Goutumer Oudlandsweg
2. De Jokse
3. De Oosterwierumer Oudvaart
4. De Roordahuizumer Nieuwlandspolder

1980 :
1. De Bird
2. De Leppedijk
3. De Roordapolder
4. De Verbinding
5. Deinum
6. Friens
7. Het Hofland
8. Hommerts-Sneek
9. Nijland c.a.
10. Oppenhuizen c.a.
11. Scharnegoutum c.a.

1981 :
1. Abbega
2. De Hempensermeerpolder
3. De Jellumer- en Beersterpolder
4. De Nieuwlandsweg
5. De Sneeker Oudvaart
6. Hatzum
7. Het Lang Deel
8. Het Potschar
9. 't Marlân

1982 :
1. Baard-Winsum
2. Boxum
3. De Bloksloot
4. De Groote Warga'stermeer
5. De Leechlanswei
6. De Lyonserpolder
7. De Oosterhemmen
8. De Wammerterpolder
9. Friesma
10. Heeg
11. Het Huizumer- en Goutumer Nieuwland
12. Hoflandstra
13. It Ald Skroet

1987 :
1. De Weiwiske

1988 :
1. De Groene- en Moskoudijk